# Adrian Olegov
Adrian Ivanov Olegov (in bulgaro Адриан Иванов Олегов?; Pernik, 1º maggio 1985) è un ex calciatore bulgaro, di ruolo difensore.

## Carriera
Ha giocato nella prima divisione dei campionati bulgaro e maltese.

## Palmarès

### Club

#### Competizioni nazionali
- Campionato bulgaro: 1

CSKA Sofia: 2004-2005
- Coppa di Bulgaria: 1

CSKA Sofia: 2005-2006